# Alexis Jordan (botaniker)
Claude Thomas Alexis Jordan, född 29 oktober 1814, död 7 februari 1897, var en fransk botaniker. Han var brorson till politikern Camille Jordan.
Jordan utgav ett flertal arbeten beskrivande botanik, däribland det berömda verket Icones ad floram Europæ (3 band, 1866-1903, tillsammans med Jules Pierre Fourreau). Mest känd är dock Jordan för sin uppfattning av artbegreppet. Genom undersökningar i naturen och renkulturer utgående från en individ kunde han visa, att Linnés arter till stor del är kollektiva och består av en större eller mindre grupp ärftlig konstanta elementararter. Varje art liksom varje släkte har enligt Jordan ett geografiskt centrum, där elementararterna förekommer talrikast. I utkanterna av utbredningsområdet finns de mera sparsamt. Bland anhängarna av Jordans skola märks främst Michel Gandoger, vars Flora Europæ utgör det omfångsrikaste verket i denna forskningsriktning. Jordans arbeten har varit av stor betydelse för ärftlighetsforskningen och växtförädlingen.
Auktorsnamnet Jord. kan användas för Alexis Jordan (botaniker) i samband med ett vetenskapligt namn inom botaniken; se Wikipediaartiklar som länkar till auktorsnamnet.